# James Doohan
Pour les articles homonymes, voir Doohan.

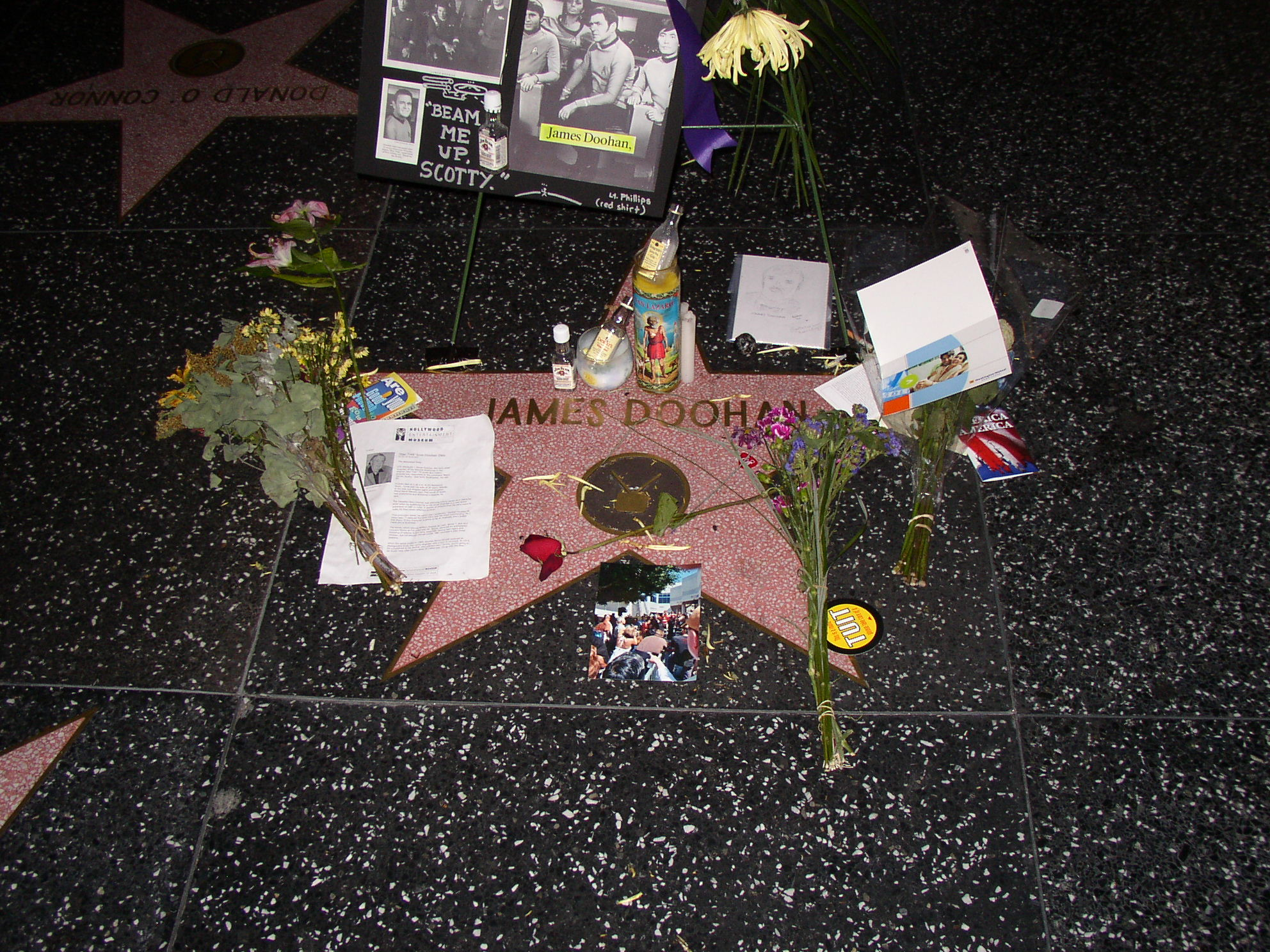
Étoile de James Doohan à Hollywood le 21 juillet 2005

James Montgomery Doohan, plus connu sous le nom de James Doohan est un acteur canadien, né le 3 mars 1920 à Vancouver et mort le 20 juillet 2005 à Redmond, Washington.

## Biographie
James Doohan, vétéran du Régiment royal de l'Artillerie canadienne  du débarquement de Normandie, fut professeur d'art dramatique avant de se lancer dans l'aventure du cinéma et de la télévision. Il joua des petits rôles dans Au-delà du réel, Ma sorcière bien-aimée, La Quatrième Dimension… puis devint l'incontournable Scotty dans la série Star Trek. Il tourna également dans les sept premiers films de la saga Star Trek, et fit une apparition dans un épisode de Star Trek : La Nouvelle Génération (Reliques, Relics).
Dans la série originale de Star Trek, il choisit lui-même le nom de son personnage : Montgomery, son second prénom, Scott, le prénom de son grand-père paternel. Il fut décidé que « Scotty » serait écossais car James Doohan savait parfaitement bien imiter cet accent et bien d'autres. Il assure d'ailleurs les voix originales de certaines créatures extra-terrestres… Il apparaît lors du second pilote (Où l'homme dépasse l'homme/Where no man has gone before).
Environ deux ans après sa mort, approximativement 7 grammes de ses cendres ont été envoyées dans l'espace, comme il l'avait demandé. Les cendres, parmi lesquelles se trouvaient aussi celles de l'astronaute de Mercury Gordon Cooper ainsi que celles de 200 autres personnes, ont été lancées par la fusée-sonde SpaceLoft XL, le 28 avril 2007 pour des obsèques spatiales. La fusée entra brièvement dans l'espace pour un vol suborbital de 4 minutes avant de redescendre sur terre par parachute, les cendres toujours à l'intérieur, comme planifié. Le reste de ses cendres ont été répandues vers Puget Sound dans l'État de Washington,.

### Mort
Doohan meurt  d'une pneumonie le 20 juillet 2005, à 85 ans. Une partie de ses cendres était prévue l'automne suivant pour un vol commémoratif dans l'espace avec 308 autres personnes, dont l'astronaute Gordon Cooper du programme Mercury,. Le lancement de la fusée SpaceLoft XL, d'UP Aerospace a été reporté lorsque la fusée a brièvement pénétré dans l'espace au cours d'un vol suborbital de quatre minutes avant d'être parachutée sur terre, comme prévu, avec les cendres encore à l'intérieur. Les cendres ont ensuite été lancées sur une fusée Falcon 1, en 2008, sur ce qui devait être une orbite terrestre basse ; cependant, la fusée a échoué deux minutes après le lancement. Le reste des cendres de Doohan a été dispersé au-dessus de Puget Sound,.

## Filmographie

### Cinéma
- 1971 : Si tu crois fillette (Pretty Maids All in a Row) de Roger Vadim
- 1979 : Star Trek : Commandant Montgomery "Scotty" Scott
- 1982 : Star Trek 2 : La Colère de Khan : Commandant Montgomery "Scotty" Scott
- 1984 : Star Trek 3 : À la recherche de Spock : Capitaine Montgomery "Scotty" Scott
- 1986 : Star Trek 4 : Retour sur Terre : Capitaine Montgomery "Scotty" Scott
- 1988 : Star Trek 5 : L'Ultime Frontière : Capitaine Montgomery "Scotty" Scott
- 1991 : Star Trek 6 : Terre inconnue : Capitaine Montgomery "Scotty" Scott
- 1993 : Alarme fatale : Policier nommé Scotty comme le surnom de son personnage de Montgomery Scott dans la série Star Trek
- 1994 : Star Trek : Générations : Capitaine Montgomery "Scotty" Scott

### Télévision
- 1966 - 1969 : Star Trek : Commandant Montgomery "Scotty" Scott
- 1973 - 1974 : Star Trek, la série animée : Commandant Montgomery "Scotty" Scott (voix)
- 1990 : MacGyver (saison 6, épisode 7 "Le testament d'Harry") : Speedy
- 1992 : Star Trek : La Nouvelle Génération : Commandant Montgomery "Scotty" Scott
- 1999 : Duke, l'aristochien : Clive Chives

## Voix françaises
- Georges Aubert dans :
  - Star Trek, le film (1er doublage)
  - Star Trek 2 : La Colère de Khan
  - Star Trek 3 : À la recherche de Spock
  - Star Trek 4 : Retour sur Terre
  - Star Trek 5 : L'Ultime Frontière
  - Star Trek 6 : Terre inconnue
  - Star Trek : Générations

et aussi
- Julien Bessette dans Star Trek (série télévisée - Doublé au Québec)
- Yves Corbeil dans Star Trek, la série animée (voix - Doublé au Québec)
- Frédéric Cerdal dans Star Trek, le film (2e doublage - version Director's Cut de 2000)
- Alain Clavier dans Alarme fatale (Doublé au Québec)